# Encyclopædia Britannica

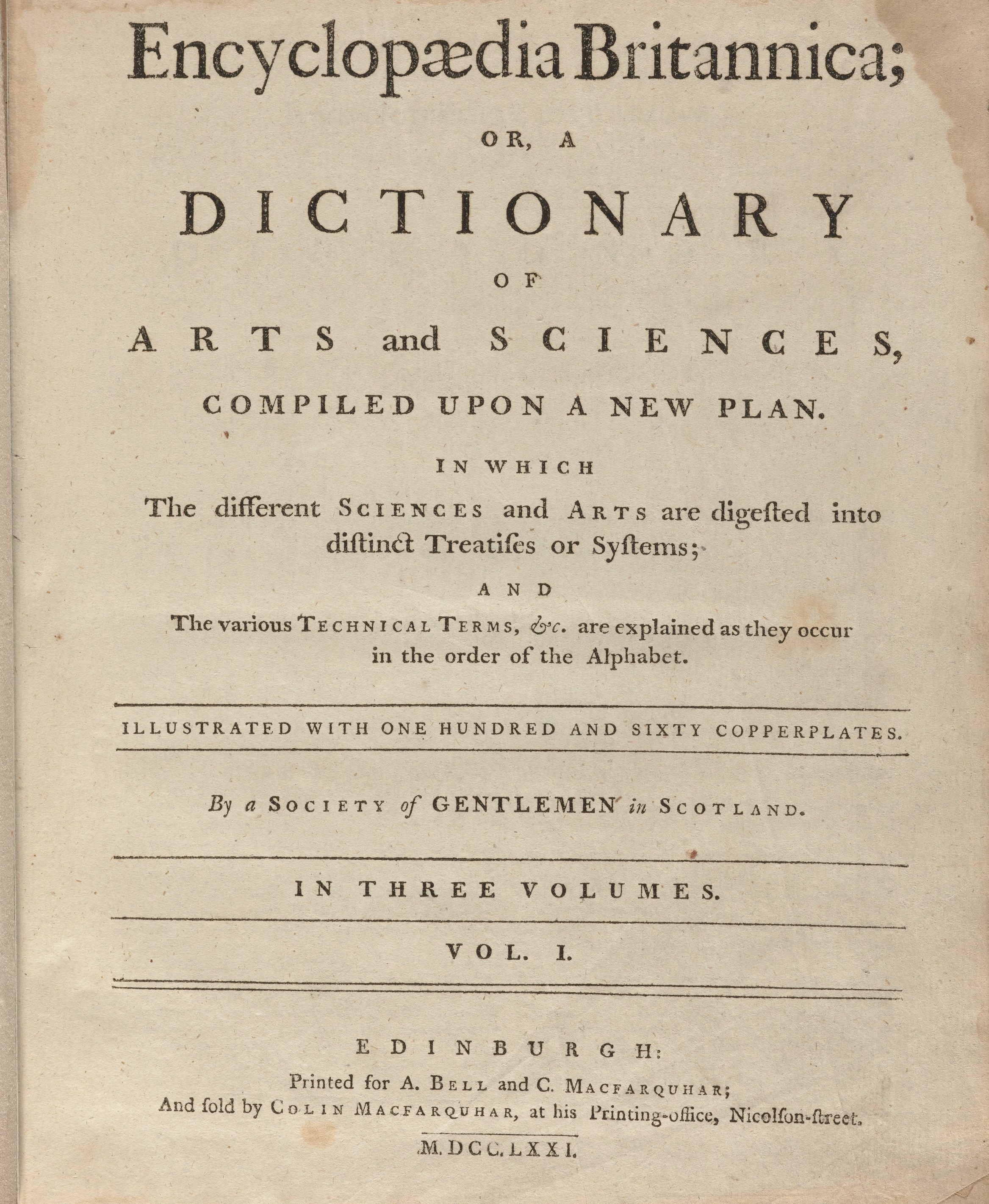
Primera pàgina de la primera edició de lEncyclopædia Britannica

L'Encyclopædia Britannica és l'enciclopèdia generalista més antiga en llengua anglesa, i la més reconeguda en aquesta llengua. Els seus articles solen ser considerats rigorosos i fiables.
Nascuda en el context de la il·lustració escocesa, va ser publicada originalment a Edimburg per Adam i Charles Black al segle xviii. Contràriament a l'enciclopèdia francesa, l'enciclopèdia Britànica era una publicació molt conservadora, dedicant les edicions més recents als monarques regnants en aquell moment. La publicació es va traslladar el 1895 d'Escòcia a Londres, on s'associà al diari The Times per les seves edicions novena i desena. L'onzena edició gaudí del patrocini de la Universitat de Cambridge. La marca i els drets de publicació van ser venuts posteriorment a l'editora estatunidenca Sears Roebuck, de Chicago, que ha estat responsable de les edicions subseqüents.
El 13 de març de 2012, l'Encyclopædia Britannica anuncià que deixava de publicar en paper després de 244 anys. Tot i això, remarcà que la versió digital seguirà plenament operativa.

## Historial d'edicions
| Edició | Publicació                 | Volums            |
| ------ | -------------------------- | ----------------- |
| 1a     | 1768-1771                  | 3 vol.            |
| 2a     | 1777-1784                  | 10 vol.           |
| 3a     | 1788-1797, 1801 sup.       | 18 vol. + 2 supl. |
| 4a     | 1801-1809                  | 20 vol.           |
| 5a     | 1815                       | 20 vol.           |
| 6a     | 1820-1823, 1815-1824 supl. | 20 vol. + 2 supl. |
| 7a     | 1830-1842                  | 21 vol.           |
| 8a     | 1852-1860                  | 21 vol. + índex   |
| 9a     | 1870-1890                  | 24 vol. + índex.  |
| 10a    | 1902-1903                  | 9a ed. + 9 supl.  |
| 11a    | 1910-1911                  | 29 vol.           |
| 12a    | 1921-1922                  | 11a ed. + 3 supl. |
| 13a    | 1926                       | 11a ed.+ 6 supl.  |
| 14a    | 1929-1973                  | 24 vol.           |
| 15a    | 1974-1984                  | 28 vol.           |
| 16a    | 1985-                      | 32 vol.           |

vol. = volums, supl. = suplements

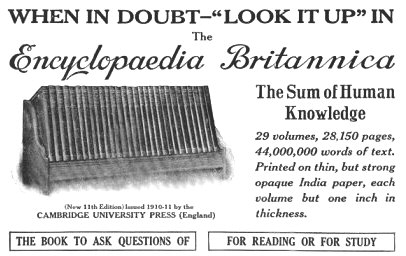
Publicitat de l'edició de 1913

L'onzena edició és considerada com l'edició clàssica de l'Encyclopaedia Britannica, i pertany al domini públic. La primera edició en CD-ROM va aparèixer el 1994.
Les edicions 15a i 16a es poden considerar dues versions de la mateixa edició, només que la setzena conté un índex i actualitzacions menors. Estan precededides de la Propædia, un volum que està concebut com un índex temàtic complementari a l'alfabètic (es va voler substituir totalment un per l'altre, però les crítiques dels lectors van obligar a incloure les dues opcions).
La Propædia pretén organitzar el coneixement de manera jeràrquica, com els diccionaris ideològics, i servir de guia per a la lectura d'articles dins una matèria. El dissenyador del pla general és Mortimer J. Adler. L'obra es divideix en deu parts, cadascuna amb diverses subseccions numerades i amb referències creuades, i s'inspira en els mapes del coneixement dels il·lustrats.

## Avaluacions crítiques i populars

### Reputació

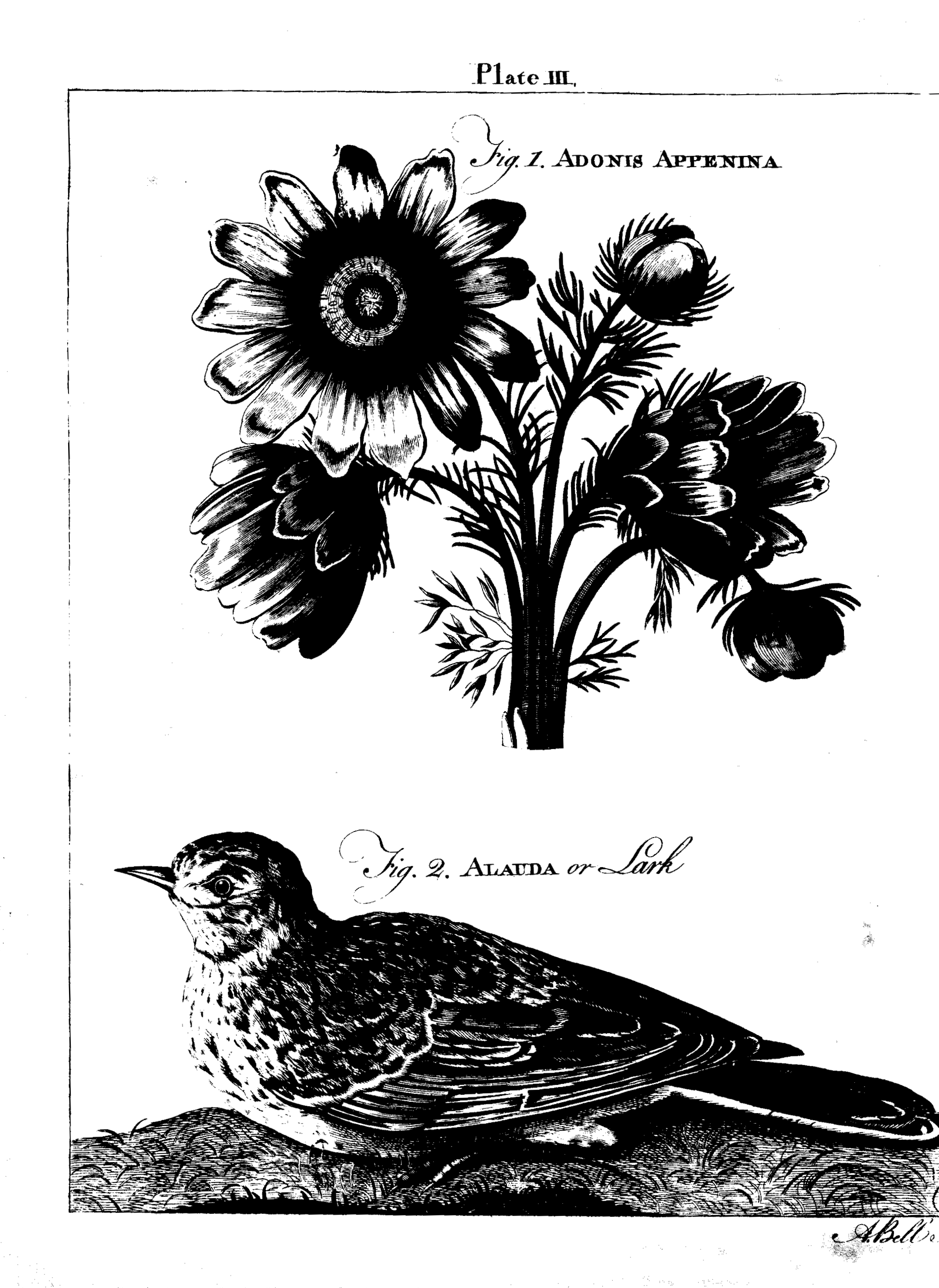
Una làmina de coure d’Andrew Bell de la primera edició

Des de la tercera edició, la Britannica ha gaudit d'una reputació popular i crítica per la seva excel·lència general, tot i que aquesta reputació no ha estat exempta de crítiques. La 3a i la 9a edicions van ser piratejades per a la venda als Estats Units, començant per l'Enciclopèdia de Dobson. En la publicació de la 14a edició, la revista Time va anomenar la Britannica el Patriarca de la Biblioteca. En un anunci relacionat, el naturalista William Beebe va ser citat dient que la Britannica era «incomparable perquè no hi ha competidor». Les referències a la Britannica es poden trobar a tota la literatura anglesa, sobretot en una de les històries preferides de Sherlock Holmes, Sir Arthur Conan Doyle, L'aventura de la lliga dels Pèl-rojos. La història va ser destacada per l’alcalde de Londres, Gilbert Inglefield, durant el bicentenari de la Britannica.
La Britannica té la reputació de resumir el coneixement. Per continuar la seva educació, algunes persones s'han dedicat a llegir tota la Britannica, cosa que els ha costat entre tres i 22 anys. Quan Fat'h Ali es va convertir en el xa de Pèrsia el 1797, se li va donar un conjunt de la tercera edició de la Britannica; després de llegir el conjunt complet, va ampliar el seu títol reial per incloure El més formidable Senyor i Mestre de l’Encyclopædia Britannica.
L'escriptor George Bernard Shaw ha afirmat haver llegit la novena edició completa, excepte els articles científics; Richard Evelyn Byrd va agafar la Britannica com a material de lectura per a la seva estada de cinc mesos al Pol Sud el 1934; i Philip Beaver la va llegir durant una expedició de navegació. Més recentment, AJ Jacobs, editor de la revista Esquire, va llegir tota la versió del 2002 de la 15a edició, i va descriure les seves experiències al llibre del 2004 The Know-It-All: One Man's Humble Quest to Become the Smartest Person in the World, que va tenir una bona acollida. Només se sap que dues persones van llegir dues edicions independents: l'autor C.S. Forester i Amos Urban Shirk, un empresari estatunidenc que va llegir les edicions 11a i 14a, dedicant aproximadament tres hores per nit durant quatre anys i mig.

### Premis
La versió en CD/DVD-ROM de la Britannica, Encyclopædia Britannica Ultimate Reference Suite, va rebre el Premi al Rendiment Distingit del 2004 de l’Associació d'Editors Educatius. El 15 de juliol de 2009, l'Encyclopædia Britannica va ser guardonada amb un lloc com una de les Deu millors supermarques del Regne Unit per un panell de més de 2.000 crítics independents, segons va informar la BBC.

### Cobertura de temes
Els temes es trien en part fent referència a la Propædia Esquema de coneixement. La major part de la 15a edició de la Britannica està dedicada a la geografia (el 26% de la Macropædia), biografia (14%), biologia i medicina (11%), literatura (7%), física i astronomia (6%), religió (5%), art (4%), filosofia occidental (4%) i dret (3%). Un estudi complementari de la Micropædia va descobrir que la geografia representava el 25% dels articles, la ciència el 18%, les ciències socials el 17%, la biografia el 17% i la resta d'humanitats el 25%. En un escrit del 1992, un crític va jutjar que «l'abast, la profunditat i la catolicitat de la cobertura [de la Britannica] no són superades per cap altra enciclopèdia general».
La Britannica no tracta temes amb el mateix detall; per exemple, tot el budisme i la majoria de les altres religions es tracten en una sola Macropædia article, mentre que 14 articles estan dedicats al cristianisme, que representen gairebé la meitat de tots els articles de religió. La Britannica cobreix 50.479 biografies, 5.999 de les quals sobre dones, de les quals l'11,87% són de ciutadanes britàniques i el 25,51% de ciutadanes nord-americanes. Tanmateix, la Britannica ha estat lloada com la menys esbiaixada de les enciclopèdies generals comercialitzades als lectors occidentals i elogiada per les seves biografies de dones importants de totes les èpoques.
| «                                                       | Es pot afirmar sense por de ser contradictori que la 15a edició de la «Britannica» presta més atenció als desenvolupaments culturals, socials i científics no occidentals que qualsevol enciclopèdia general en anglès actualment al mercat. | » |
| — Kenneth Kister a «Kister's Best Encyclopedias» (1994) | |   |

### Crítiques a les decisions editorials
Harvey Einbinder, a El mite de la Britannica, va criticar l'11a edició per la inaccessibilitat del text per a persones no professionals, dient que molts dels seus articles eren massa tècnics perquè les persones no familiaritzades amb el tema els entenguessin. Va fer crítiques similars a molts dels articles de matemàtiques i ciències de la 14a edició vigent en aquell moment.
En rares ocasions, la Britannica ha estat criticada per les seves decisions editorials. Donat que la seva mida és més o menys constant, l'enciclopèdia ha hagut de reduir o eliminar uns quants temes per acollir-ne d'altres, cosa que ha donat lloc a decisions controvertides. Es va criticar la 15a edició inicial (1974–1985) per haver reduït o eliminat la cobertura de literatura infantil, condecoracions militars i el poeta francès Joachim du Bellay; també es van al·legar errors editorials, com ara una classificació inconsistent de les biografies japoneses. La seva eliminació de l'índex va ser condemnada, així com la divisió aparentment arbitrària dels articles a la Micropædia i Macropædia En resum, un crític va qualificar la 15a edició inicial de «fracàs qualificat... [que] es preocupa més per fer malabars amb el seu format que per preservar-lo». Més recentment, els revisors de l’American Library Association es van sorprendre en descobrir que la majoria dels articles educatius havien estat eliminats de la Macropædia de 1992, juntament amb l'article sobre psicologia. Harvey Einbinder, a The Myth of the Britannica, va criticar la pràctica de condensar les entrades de la 14a edició, que normalment implicava simplement eliminar grans quantitats de text en lloc d'intentar condensar-lo reescrivint-lo, cosa que va resultar en el que considerava una reducció considerable de la qualitat dels articles.
Molt pocs col·laboradors nomenats per Britannica s'equivoquen. Un exemple notori dels primers anys de la Britannica és el rebuig de la gravetat newtoniana per part de George Gleig, l'editor en cap de la tercera edició (1788–1797), que va escriure que la gravetat era causada per l’element clàssic del foc. La Britannica també ha defensat fermament un enfocament científic dels temes culturals, com va fer amb els articles de William Robertson Smith sobre religió a la 9a edició, en particular el seu article que afirmava que la Bíblia no era històricament precisa (1875).

### Altres crítiques
La Britannica ha rebut crítiques, sobretot perquè les edicions han quedat desactualitzades. És car produir una edició completament nova de la Britannica, segons Kister, l'edició inicial de la 15a edició (1974) va costar més de 32 milions de dòlars. i els seus editors ho demoren tant com sigui fiscalment raonable (normalment uns 25 anys).
Per exemple, malgrat la revisió contínua, la 14a edició va quedar obsoleta després de 35 anys (1929–1964). Quan el físic estatunidenc Harvey Einbinder va detallar els seus defectes al seu llibre de 1964, The Myth of the Britannica, l'enciclopèdia va ser provocada a produir la 15a edició, que va requerir 10 anys de treball. Els editors han tingut dificultats per mantenir la Britannica actualitzada: un crític del 1994 escriu: «No és difícil trobar articles que estiguin desactualitzats o que necessitin revisió», assenyalant que la Macropædia més llarga, És més probable que els articles estiguin desactualitzats que la Micropædia més curta articles. Informació a la Micropædia de vegades és inconsistent amb la Macropædia corresponent article(s), principalment a causa de la manca d'actualització d'un o altre. Les bibliografies de la Macropædia Els articles han estat criticats per estar més desactualitzats que els articles mateixos.
El 2005, un escolar de 12 anys a Gran Bretanya va trobar diverses inexactituds a les entrades de la Britannica sobre Polònia i la vida salvatge de l'Europa de l'Est. El 2010, una entrada sobre la Guerra Civil irlandesa, que la descrivia incorrectament com si s'hagués lliurat entre el nord i el sud d'Irlanda, va ser debatuda a la premsa irlandesa després d'una decisió del Departament d'Educació i Ciència de pagar per l'accés en línia.
Escrivint sobre la tercera edició (1788–1797), l'editor en cap de la Britannica, George Gleig, va observar que «la perfecció sembla ser incompatible amb la naturalesa de les obres construïdes sobre aquest pla i que abasten aquesta varietat de temes». El març de 2006, Britannica va escriure: «de cap manera volem donar a entendre que Britannica estigui lliure d'errors; mai hem fet aquesta afirmació». Tanmateix, el departament de vendes de Britannica havia fet anteriorment una afirmació ben coneguda el 1962 sobre la 14a edició que «és veritat. És un fet inqüestionable». El sentiment de la declaració del 2006 també es va reflectir a la introducció de la primera edició de Britannica, escrita pel seu editor original William Smellie:
| « | Pel que fa als errors en general, tant si es denominen mentals, tipogràfics o accidentals, som conscients de poder-ne assenyalar un nombre més gran que qualsevol crític. Els homes que coneixen les innombrables dificultats que comporta l'execució d'una obra de naturalesa tan extensa faran les concessions adequades. A aquests apel·lem, i estarem satisfets amb el judici que pronunciïn. | » |

## Edicions online
- Encyclopaedia Britannica de 1911 (text) - enllaç 1
- Encyclopaedia Britannica de 1911 (text) - enllaç 2
- Encyclopaedia Britannica de 1911 (imatges) - enllaç 3